# Blek streckmusseron
Blek streckmusseron (Tricholoma luridum) är en svampart som först beskrevs av Jakob Christan Schaeffer, och fick sitt nu gällande namn av Paul Kummer 1871. Tricholoma luridum ingår i släktet musseroner och familjen Tricholomataceae.   Inga underarter finns listade i Catalogue of Life.
I den svenska databasen Dyntaxa används istället namnet Tricholoma guldenii för samma taxon.  Arten är reproducerande i Sverige.